# Nicolaus Hertil
Nicolaus „Nickel“ Hertil war ein im Mittelalter amtierender Dresdner Ratsherr und Bürgermeister.
Sein Vater Heinrich Hertil besaß ab 1364 ein Lehnsgut in Marsdorf. Gemeinsam mit seinen Brüdern Jacobus und Franczko verkaufte Nicolaus dieses 1371 an die Witwe des Vicko von Donyn. Ab 1387 gehörte er dem Stadtrat an und ist 1397 im Geschossregister als Bürgermeister genannt.